# Irene M. Borrego
Irene M. Borrego (Madrid) es una directora, productora e investigadora española.

## Trayectoria
Antes de dedicarse al mundo del cine, se formó como economista y trabajó para la consultora Bain & Company. Después, se graduó en dirección en la Escuela Internacional de Cine y Televisión (EICTV) de San Antonio de los Baños, en Cuba, y posteriormente amplió sus estudios en la Escuela de Cine de Londres, en Reino Unido.
Borrego residió en México durante varios años, donde realizó trabajos como guionista para televisión y colaboró en las secciones culturales de diversos medios de prensa mexicanos. También trabajó como ayudante de dirección en Cuba, México y España en películas como Madrigal (2005), de Fernando Pérez Valdés, El búfalo de la noche (2006) de Jorge Hernández Aldana, o The Bourne Ultimatum (2007) de Paul Greengrass.
En 2010, ya de vuelta a España, cofundó la productora 59 en Conserva con la que ha obtenido premios en Francia, Portugal, Italia, Estados Unidos, Ucrania y Rumanía. Ha realizado varios cortometrajes premiados, como Vekne Hleba i Riba (2013) o Muebles Aldeguer (2015), y películas de otros cineastas como Dos Islas, de Adriana F. Castellanos, El mar no mira de lejos, de Manuel Muñoz Rivas, o This Film is About Me, de Alexis Delgado, entre otras.
En 2022, Borrego estrenó su primer largometraje como directora La visita y un jardín secreto, un documental que rescata la figura de la artista Isabel Santaló, contemporánea de Antonio López, el único pintor de su generación que la recuerda, y objeto de muestras en el Museo del Louvre. Esta película sobre la memoria y el olvido, sobre el arte y el proceso creativo, ha conseguido diversos premios en el Festival de Málaga, DocumentaMadrid o el Festival Internacional de Cine de Murcia IBAFF.
En su faceta como investigadora, Borrego estudia las interrelaciones del cine con las demás disciplinas artísticas, contribuyendo en varias publicaciones. Recibió una beca del Museo del Prado, y ha participado en ponencias.

## Reconocimientos
Varios de los cortometrajes dirigidos y producidos por Borrego han sido premiados en festivales internacionales, como Vekne Hleba i Riba (2013) o Muebles Aldeguer (2015).
En 2020, Borrego junto a su productora 59 en Conserva, fue una de las productoras europeas de cine documental elegidas para la edición del programa Emerging Producers. El programa es una iniciativa del Festival Internacional de Cine Documental de Jihlava, auspiciada, entre otros, por MEDIA y la Audiovisual Producers’ Association.
El documental La visita y un jardín secreto estrenado en 2022 fue galardonado con la Biznaga de Plata a la Mejor Dirección y la Biznaga de Plata Premio del Público Documental del Festival de Málaga, el Premio al Mejor Largometraje de Sección Oficial en el Festival Internacional de Cine de Murcia (IBAFF), el Premio del Público en DocumentaMadrid, el Premio Nacional de Sección Oficial en el Festival L’Alternativa y también fue reconocido en Doclisboa.

## Obra

### Dirección
- 2004 – Caleidoscopio. Cortometraje
- 2004 – Seis y media. Cortometraje
- 2005 – California. Cortometraje
- 2008 – Poker. Cortometraje
- 2012 – Film Postcards: Serbia. Serie
- 2013 – Vekne hleba i riba (Los panes y los peces). Cortometraje
- 2015 – Muebles Aldeguer. Cortometraje
- 2022 – La visita y un jardín secreto. Documental

### Ayudante de dirección
- 2005 – Madrigal. Dirección: Fernando Pérez Valdés. La Havana, Cuba.
- 2006 – El búfalo de la noche. Dirección: Jorge Hernández Aldana. Ciudad de México, México.
- 2007 – The Bourne Ultimatum. Dirección: Paul Greengrass. Madrid, España.

### Producción
- 2017 – Dos islas
- 2017 – El mar nos mira de lejos
- 2019 – This Film is About Me
- 2022 – La visita y un jardín secreto